# 星の国から孫ふたり
『星の国から孫ふたり バークレーで育つ「自閉症」児 』（ほしのくにからまごふたり バークレーでそだつじへいしょうじ）は、門野晴子のノンフィクションの著作。カリフォルニア州バークレーで育つ自閉症（オーディズム）児の成長を描いた作品。2005年に岩波書店より刊行。2009年に『星の国から孫ふたり〜「自閉症」児の贈りもの〜』として映画化された。

## 映画
槙坪夛鶴子監督最新作。設定を日本の現状に置き換えている。

### キャスト
- 太田弓子（バーバ）：馬渕晴子
- 弓子の娘・陽子：加藤忍
- 陽子の夫・敏夫：比留間由哲
- 弓子の孫・かおる3歳：小野貴琉
- かおる6歳：小野駿希
- らん3歳：上野楓恋

- 八百屋のおばさん：阿知波悟美
- スペシャルエディケーションスタッフ　村井ひとみ：乾貴美子
- 敏夫の母・政子：小笠原町子
- 弓子の息子・拓也：ミョンジュ
- 桑野源一：小林桂樹（特別出演）（2010年9月16日逝去。本作が最後の出演作品となった。）
- 特別支援学級担任：紺野美沙子
- 八百屋のおじさん：米倉斉加年
- アフリカンダンス：柳田知子
- 人形劇：木島知草

### スタッフ
- 企画・監督：槙坪夛鶴子
- 原作：門野晴子
- 脚本：下島三重子
- 監修：星山麻木（明星大学人文学部心理・教育学科教授）
- 監修：市川宏伸（東京都立梅ヶ丘病院院長）
- 製作：光永憲之
- 製作補：鈴木康敬
- 撮影：伊藤嘉宏
- 照明：林和義
- 録音：高木創
- 音楽：光永龍太郎
- 編集：西尾光男
- VE：田代浩由紀
- 美術：和田洋
- 記録：沢田知子
- メイク：泉宏幸
- 衣裳：金田あずさ
- 助監督：佐舗和生

### 作品経歴
- あいち国際女性映画祭2009出品（プレミア上映）
- 文部科学省選定作品
- 助成：文化芸術振興費補助金

### あらすじ
作家の太田弓子（馬渕晴子）はバークレーから帰国した娘の陽子（加藤忍）、その夫の敏夫（比留間由哲）、3歳になる孫のかおると久しぶりに再会した。だが、かおるは、まだおむつも取れず、「プーラペン……デュワイン！」とまるで宇宙語のような言葉を発し、医者に診てもらうと「自閉症の疑いがある」との診断。仕事人間の夫は、「子育てに問題があるのでは」と陽子を責める……。
一方、弓子は「自閉症って不思議がいっぱい」と前向きに日々のかおるの成長を見守る。そこに、バークレーから、発達障害の専門家・村井ひとみ（乾貴美子）が訪れ、「アメリカでの積極的な自閉症（オーティズム）への早期発見、早期療育の取り組みは人々が勝ち取ってきた」と語る。弓子の息子・拓也（ミョンジュ）は、ひとみとスカイプで交信しながら発達障害の専門家になる勉強を始める。そんな時、妹のらんも自閉症だと認定されてしまう。再びゆれる家族……。
らんは、幼稚園に、かおるは小学校の特別支援学級に入学する。かおるはそこで母をなくし心を閉ざしたマリアと出会う。「自分本位と言われている自閉症のかおるがマリアを想って泣いた！」かおるの初恋だと喜ぶ陽子達。「みんなに、もっと、かおるとらんのこと、自閉症について知ってもらおう」と弓子達は地域の人たちへ支援の輪を広げるために街へ出る。